# Psarocolius montezuma
Psarocolius montezuma là một loài chim trong họ Icteridae.